# Polygala guineensis
Polygala guineensis är en jungfrulinsväxtart som beskrevs av Carl Ludwig von Willdenow. Polygala guineensis ingår i släktet jungfrulinssläktet, och familjen jungfrulinsväxter. Inga underarter finns listade i Catalogue of Life.